# 緒川修治
緒川 修治（おがわ しゅうじ、1970年 - ）は、日本の宇宙開発技術者、実業家。PDエアロスペース株式会社創業者で、同社代表取締役。

## 人物・来歴
愛知県知多郡有松町（現名古屋市緑区）生まれ。愛知県立瑞陵高等学校を経て、1994年に福井大学工学部機械科卒業後、三菱重工業で新型航空機開発プロジェクトに参加。2001年東北大学大学院工学研究科航空宇宙工学専攻工学修了（升谷五郎研究室）。同年アイシン精機入社。
2007年PDエアロスペース設立、同社代表取締役就任。大樹町での実験などを進め、有人宇宙飛行機事業や、宇宙港ビジネスの開発にあたった。2011年民間宇宙機利用協議会理事。2013年内閣府宇宙政策委員会宇宙輸送システム部会臨時委員。2016年エイチ・アイ・エス、ANAホールディングスと資本提携を締結。2017年碧南市と包括連携協定を締結。